# Axelle Red
Fabienne Demal (Hasselt, 15 de febrero de 1968), más conocida por su nombre artístico Axelle Red, es una cantante y compositora belga de R&B. Ha publicado 11 álbumes, entre ellos Sans Plus Attendre, À Tâtons, Toujours Moi y Jardin Secret. Su primer álbum, Sans plus attendre, vendió 500 000 copias solo en Bélgica. El sencillo que la hizo más conocida fue "Sensualité", de 1993, que se convirtió en un hit en Francia en 1994. En 1986, eligió como nombre artístico Axelle Red en homenaje al vocalista de la banda Guns N'Roses, Axl Rose. Aun siendo de origen flamenco, la mayor parte de sus canciones las canta en francés, en inglés e incluso en español. Es muy conocida en Francia y Bélgica. Su estilo musical mezcla el jazz y las baladas para piano y evidencia una gran influencia de ABBA.
Axelle Red es la hija de Roland Demal, un famoso abogado y Consejero en la asamblea municipal de Hasselt por el partido liberal flamenco Open-VLD.
En 1998, cantó la canción "La Cour des Grands" con Youssou N'Dour en la ceremonia de inauguración del campeonato del mundo de Fútbol de 1998 1998 FIFA World Cup en París. 
A finales de la segunda década del siglo XXI volvió a la música con su sencillo "I Don't Care" en colaboración con el cantante francés Ycare. Ha vivido en París y actualmente vive en un pueblo cerca de Bruselas.

## Biografía
Axelle Red nació el 15 de febrero de 1968 en Hasselt, Flandes, en el norte de Bélgica. Flamenca de habla francesa criada en un ambiente de habla neerlandesa, habla y canta en ambos idiomas. Hija de Roland Demal, abogado en Hasselt y consejero de los Flemish Liberals and Democrats (VLD) en el Ayuntamiento. Sus padres la inspiraron a través de los grandes artistas del soul y, entre otros, Aretha Franklin, que seguirá siendo uno de sus ídolos.
Cuando era adolescente, practicaba intensamente el baile y memorizaba todos los éxitos del grupo sueco ABBA. Descubierta a la edad de 15 años, en 1983, grabó su primer sencillo, "Little Girls" bajo el nombre artístico Fabby, que la convirtió en una estrella en Bélgica. Desde el principio, este título está clasificado en el Top 50 nacional.
En 1986, eligió como nombre artístico Axelle Red en homenaje al vocalista de la banda Guns N'Roses llamado Axl Rose. Dos años después, el guitarrista inglés Mick Ronson, músico de David Bowie, desea conocer y producir a Axelle Red después de escuchar un demo. Pero tras la negativa del sello inglés de Mick Ronson, Redbus, el proyecto falla. Los años siguientes son para Axelle años de estudios de derecho, pero también de teatro, estudios interrumpidos en 1988 por la firma de la cantante con BMG, que al final se decantó por la música, una pasión que le venía de su madre.
Los hermanos Seff, Daniel y Richard, le escribieron el título "Kennedy Boulevard", que fue disco de oro en Bélgica. En 1989, renovó este éxito con el título "Aretha et moi". 
En 1992, cambió de sello discográfico y firmó con Virgin Belgique. Luego se comprometió a escribir un álbum y se dedicó más a la composición. Un primer sencillo, "Elle danse seule", sale antes que el álbum.

## Carrera musical

### 1993:Sans plus attendre, "Sensualité" éxito internacional
Finalmente, en septiembre de 1993, lanzó su primer álbum como Axelle Red, "Sans plus attendre", que la hizo darse a conocer definitivamente fuera de Bélgica. Teñido de soul y rhythm'n'blues, el primer sencillo, "Sensuality", es un éxito en Francia.
Los siguientes dos extractos son "Elle danse seul" y "Je t'attends", pero en unos meses, las ventas del álbum excedieron las de los sencillos en el ranking europeo y de Quebec. El disco se convierte en disco de oro quíntuple en Bélgica (500 000 copias), una gran hazaña, completamente histórico para este país. 
Los tours se multiplican, Axelle demuestra ser una verdadera artista en escena. Desde festivales de rock hasta festivales de variedades (Les Francofolies de La Rochelle 1994), el éxito es innegable en toda Francia, Suiza, Canadá y Bélgica.
Axelle Red, que continúa componiendo temas, cumplirá en 1995 uno de sus sueños: grabar en los estudios de Nashville, en los Estados Unidos, la mítica patria de la música country y el rock'n'roll.

#### 1996-1998:À Tâtons, Con Solo Pensarlo
En octubre de 1996, lanzó su segundo álbum, "A tâtons". Más fiel que nunca a la música soul, Axelle Red se rodeó en este álbum de estrellas del soul, incluido Steve Cropper, el legendario compositor de "(Sittin' On) The Dock of the Bay" de Otis Redding con Isaac Hayes. se comercializó el 21 de octubre de ese año. Con títulos como Ma prière, À quoi ça sert ? y Rester femme, el álbum recibió un disco de platino por más de un millón de copias vendidas en Europa, incluidas más de 630 000 en Francia. Un año después, sube al escenario del Olympia en París por primera vez.Desde 1997, ha sido embajadora del Fondo de las Naciones Unidas para los niños, apoyando los derechos de las mujeres y los niños en las regiones de guerra y los países en desarrollo. El mismo año, comenzó una lucha contra las minas antipersonal durante la convención de Ottawa y se reunió en un país de Haití afectado por la pobreza, encarcelado en condiciones deplorables sin ningún juicio. El título À quoi ça raison es elegido por Alain Corneau para la película Le Cousin.A finales de 1997, Axelle Red fue elegida con el senegalés Youssou N'Dour para cantar el himno de la copa mundial de fútbol de 1998 FIFA World Cup en París. Los dos artistas interpretan el título, "La Cour des grands", por primera vez el 11 de diciembre de 1997 en Oslo con motivo de la presentación del Premio Nobel de la Paz. 
El 21 de marzo de 1998, se casó en Marrakech, Marruecos, con su productor / manager Philip Vanes, a quien conoció en la facultad de derecho. Luego, el 8 de junio, Axelle lanzó un álbum en español, "Con Solo Pensarlo". Ella toma sencillos de sus dos primeros álbumes para adaptarlos en español por Ignacio Ballesteros. Dos días después, esta fanática del fútbol se encuentra en el Estadio de France en París, con Youssou N'Dour para la inauguración de la Copa Mundial de Fútbol ante una audiencia televisiva de más de mil millones de personas. El evento se transmitió en mondovision.
A finales de 1998, Axelle Red cumplió uno de sus sueños más queridos al actuar en el escenario del Palacio de Congresos de París, junto a los grandes pioneros de la música soul, con el espectáculo "The Soul of Axelle Red". Este espectáculo excepcional, reunió a figuras tan prestigiosas como Sam Moore (de Sam and Dave), Eddie Floyd o Percy Sledge. Unas semanas más tarde, Axelle Red apoyó a Amnistía Internacional El gran concierto benéfico que tiene lugar en París el jueves 10 de diciembre. Aunque, por orden del médico, embarazada de 7 meses, se le aconsejó que no se presentara.

##### 1999-2002:Toujours Moi, Alive (in concert)
El 21 de enero de 1999, Axelle Red dio a luz a su primera hija, Janelle Vanes, Axelle recibió el premio de música más importante de Francia Victoire de la musique para la artista femenina del año, mientras que su tercer álbum de estudio, Toujours Moi, también fue lanzado, escrito y producido por ella misma. Vendió más de 800 000 álbumes. Una vez más, regresó a Asia, donde había viajado mucho como estudiante. En Laos, uno de los países asiáticos más pobres, pero también en Tailandia y Camboya, conoció a mujeres y niños cuyas vidas son un círculo interminable de violencia, discriminación, prostitución y pobreza. Después de más de 400 conciertos en el 2000 vio la grabación de su primer álbum en vivo y DVD durante su gira francesa, Alive es disco de oro certificado en Francia y en Bélgica.

##### 2002-2006:Face A/Face B
En 2002, realizó un dúo con Renaud, el sencillo Manhattan-Kaboul vendió más de 530 000 copias, fue la canción más transmitida del año en Francia y recibió un NRJ Music Award.
Unos meses más tarde, en noviembre, se lanzó su cuarto álbum, Face A / Face B, una coproducción con Al Stone. Como resultado de sus numerosos viajes a países marginados, este álbum está más comprometido: extremismo, antiglobalismo, minas antipersonal, niños soldados, drogas... El álbum desestabiliza un poco al público, pero alcanza las 300 000 copias vendidas y es un disco certificado de platino en Bélgica.
El 24 de junio de 2003, dio a luz a su segunda hija, Gloria Vanes. Se comercializa una caja que contiene en particular nuevos y duetos con Charles Aznavour, Francis Cabrel, Stephan Eicher, Sylvie Vartan, Arno y Tom Barman. Después de haber tenido que huir de los disturbios en el Congo en junio de 2004, dirigió la campaña del mes siguiente en Níger con UNICEF contra la escisión de los matrimonios de mujeres y niños. French Soul, su primera compilación, aparece con las canciones inéditas Je pense à toi y J'ai fait un rêve, de las cuales ella hace los clips ella misma. Ella termina el año con una breve visita a Sri Lanka para llevar la ayuda de Unicef a las poblaciones afectadas por el tsunami. En 2005, se fue al norte de Senegal para la campaña Make noise till Hong Kong de la organización francesa Oxfam/Agir Ici, donde abogó por el comercio justo. En mayo, participó en Ginebra con Peter Gabriel y Youssou N'Dour en el concierto por el sexagésimo aniversario de las Naciones Unidas. Kofi Annan agradece a la cantante por su compromiso humanitario con varias ONG. Fue el mismo año en que se convirtió en madre por tercera vez, dando a luz el 15 de abril a su hija Billie Vanes. Junto a Bob Geldof, se convirtió en portavoz de Live 8 en Francia y actuó en 2 de julio de 2005 frente a 200 000 personas durante el concierto de apoyo en el Palacio de Versalles. Durante la cumbre europea, solicitó oficialmente al presidente de la Comisión Europea, Manuel Barroso, que aumentara el presupuesto dedicado al desarrollo de los países del Tercer Mundo.

##### 2006-2008:Jardin secret, Sisters and Empathy
El 6 de septiembre de 2006, Axelle Red fue nombrada Caballera de l’ordre des Arts et des Lettres por el ministro de Cultura francés. Participa en los Conciertos 0110 contra la intolerancia y el racismo en Amberes y Bruselas. El 2 de octubre de 2006 lanzó Secret Garden, su quinto álbum. Grabado en los Royal Studios de Willie Mitchell en Memphis, se trata de esperanza, optimismo y positivismo. Mientras que el opus tiene éxito en Bélgica con disco de platino triple, solo encuentra un éxito de estima en Francia, donde, sin embargo, está certificado como disco de oro con 70 000 copias vendidas.
En 2007, fue a la campaña Unicef Together, salvando 4 millones de bebés en Sierra Leona, cinco años después de la guerra civil. En marzo, acompañada por la directora camboyana Rithy Panh, habla en el Festival Internacional de Cine de Ginebra y el Foro de Derechos Humanos durante un debate sobre la prostitución.
En diciembre de 2007, el rey Alberto II de Bélgica le otorgó la distinción honoraria de Comandante de la Orden de la Corona por su compromiso social.
En mayo de 2008, la Universidad de Hasselt hizo su doctorado honoris causa por su compromiso social como artista y activista de derechos humanos. En el Día Internacional de la Mujer, es oradora invitada en el Consejo de Europa, durante un debate sobre violencia doméstica. En 2009, escribió su primer álbum en inglés, Sisters and Empathy, que se lanzó el 19 de enero. El álbum está certificado disco de oro en Bélgica.

##### 2011-2014:Un cœur comme le mien, Rouge Ardent
En 2011, se lanzó un nuevo álbum, Un Coeur comme le mine, llevado por el sencillo La claque. Está certificado disco de oro en Bélgica. Después de dos conciertos en mayo en París y Bruselas, se planea una gira, desde octubre de 2011 hasta el verano de 2012.
Rouge Ardent marca un regreso al soul pop. Presentes en el álbum anterior, Gérard Manset, Christophe Miossec y Stephan Eicher contribuyen, al igual que Albert Hammond, con quien había co-compuesto. El álbum es 1 sobre su lanzamiento en Bélgica y disco de oro.
Además de sus noticias musicales, se exhibirá una exhibición de Axelle Red Fashion Victim hasta el 2 de junio de 2013 en el Modemuseum de su ciudad natal, Hasselt.
Se une al jurado para la tercera temporada de The Voice van Vlaanderen, transmitida de enero a mayo de 2014 en VTM.

##### 2015:The Songs
El 30 de octubre de 2015, se publica The Songs (Acoustic), una compilación acústica de covers y algunos títulos originales.

##### 2018-2020: Exil, I Don't Care
Volvió a la música con el sencillo "I Don't Care" en colaboración con el cantante francés Ycare.

## Premios y nominaciones
| Año  | Premios                 | Trabajos nominados                 | Categoría                           | Resultado |
| ---- | ----------------------- | ---------------------------------- | ----------------------------------- | --------- |
| 1994 | Zamu Music Awards       | Ella misma                         | Mejor Artista del año               | Ganadora  |
| 1996 | Zamu Music Awards       | Ella misma                         | Mejor Artista del año               | Ganadora  |
| 1997 | Zamu Music Awards       | Ella misma                         | Mejor Artista del año               | Ganadora  |
| 1998 | Zamu Music Awards       | Ella misma                         | Mejor Artista del año               | Ganadora  |
| 1999 | Victoires de la musique | Ella misma                         | Artista femenina del año            | Ganadora  |
| 1999 | Victoires de la musique | Rester femme                       | Mejor canción del año               | Nominada  |
| 2001 | NRJ Music Awards        | Ella misma                         | Artista femenina francófona del año | Nominada  |
| 2002 | Zamu Music Awards       | Ella misma                         | Mejor Artista del año               | Ganadora  |
| 2003 | Victoires de la musique | Manhattan-Kaboul con Renaud Séchan | Canción original del año            | Ganadora  |
| 2003 | NRJ Music Awards        | Manhattan-Kaboul con Renaud Séchan | Mejor canción francesa              | Ganadora  |
| 2003 | NRJ Music Awards        | con Renaud Séchan                  | Mejor dúo francés                   | Ganadora  |
| 2006 | Zamu Music Awards       | Jardin Secret                      | Mejor portada de álbum              | Ganadora  |
| 2006 | Premio B-Movie          | Ellektra (2004)                    | Mejor actriz de reparto             | Ganadora  |
| 2014 | World Music Awards      | Ella misma                         | Mejor Actuación Mundial en Vivo     | Nominada  |
| 2014 | World Music Awards      | Ella misma                         | Mejor Artista Femenina Mundial      | Nominada  |

## Discografía

### Álbumes
- 1993: Sans plus attendre
- 1996: À tâtons
- 1998: Con solo pensarlo
- 1999: Toujours moi
- 2000: Alive (en concert)
- 2002: Face A / Face B
- 2004: French soul
- 2006: Jardin Secret

### Singles
| - 1989: Kennedy Boulevard - 1991: Aretha et Moi - 1992: Elle Danse Seule - 1993: Sensualité - 1994: Je t'Attends - 1995: Le Monde Tourne Mal - 1996: À Tâtons - 1997: Rien Que d'y Penser - 1997: Mon Café - 1997: Ma Prière - 1997: À Quoi Ca Sert - 1997: Rester Femme | - 1998: A Tientas - 1998: Con Amor O No - 1998: Dejame Ser Mujer - 1998: Sensualidad - 1998: Mi oración - 1998: La Cour Des Grands(FIFA World Cup) - 1999: Ce Matin - 1999: Faire Des Mamours - 1999: Parce Que C'est Toi - 1999: Bimbo à Moi - 2000: J'ai Jamais Dit (Je Serais Ton Amie) - 2001: "Aretha et Moi"(live) | - 2002: Je Me Fâche - 2003: Manhattan Kaboul (con Renaud) - 2003: Venez Vers Moi - 2003: Pas Maintenant - 2003: Toujours - 2004: Gloria - 2004: Je pense à toi - 2005: J'ai Fait Un Rêve - 2006: Changer ma vie - 2006: Temps pour Nous - 2006: Si tu savais (Janelle) - 2007: Naive - 2007: Romantique à mort |

### Participaciones y valores individuales
- 1997: Chanson de la sorcière y dos duetos en el álbum colectivo Émilie Jolie
- 1999: Son of a preacher man a dúo con Sylvie Vartan en su álbum Irrésistiblement
- 2000: Qui sait ? con Anggun, Patrick Bruel, Stephan Eicher, Faudel, Peter Gabriel, Lââm, Lokua Kanza, Youssou N'Dour, Nourith, et Zucchero, en el álbum colectivo Solidays para la asociación Solidarité sida
- 2000: Noël à Paris a dúo con Charles Aznavour en el álbum colectivo Noël ensemble
- 2002: Manhattan-Kaboul a dúo con Renaud en su álbum Boucan d'enfer
- 2003: Abécédaire en el álbum Chansons d'Élie Semoun
- 2003: Mon Dieu sen el álbum colectivo L'Hymne à la môme

## Videografía
- 2004: French Soul (DVD que incluye el concierto de Bataclan y todos sus clips)
- 2007: La gira de mi jardín secreto (DVD de la gira 2006/2007)

## Filmografía
- Alain Corneau elige las canciones À quoi ça raison y Rester Femme en la película Le Cousin con Patrick Timsit y Alain Chabat.
- Axelle Red interpreta el papel de una pianista neurótica en la película Elektra de Rudolf Mesdaght, estrenada en Bélgica en 2004.
- Ella compuso la canción original Le Temps des Barbies de la película Miss Montigny donde también encontramos el título Je pense à toi, extracto de su best-of French Soul.